# Opstoot (boksen)

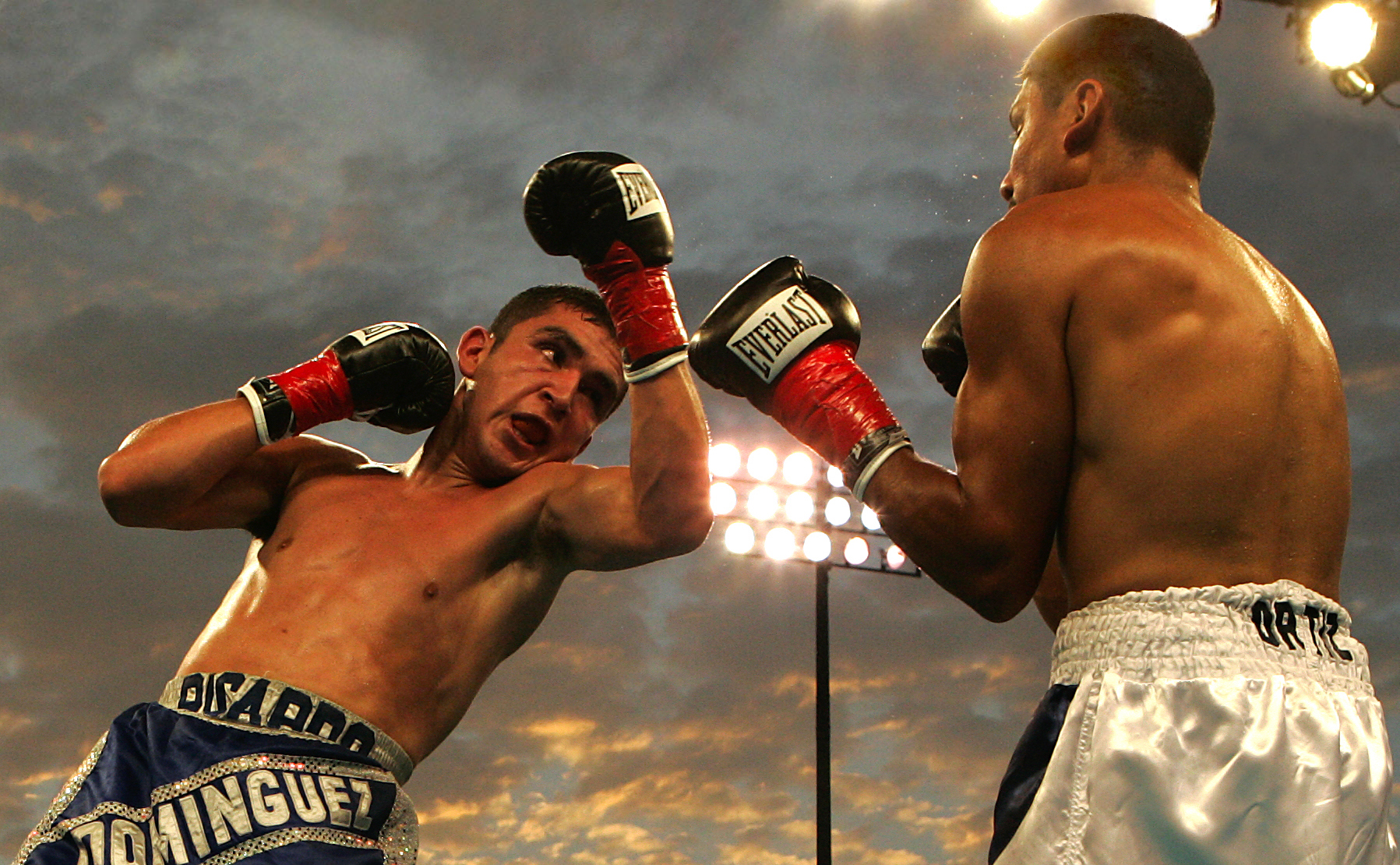
Opstoot door de bokser ter linkerzijde

De opstoot of uppercut is een van de stoten in het boksen en kickboksen. Het is een vrijwel verticale stoot, die meestal gericht is op de kin of het middenrif. De stoot is het meest effectief als de tegenstander dichtbij staat. Hij geldt als een zeer krachtige stoot, waarmee de tegenstander knock-out kan worden geslagen. 
De stoot wordt uitgevoerd vanaf de onderkant van de borst of buik van de aanvaller waarbij de stoot wordt versterkt door het indraaien van het bovenlichaam en afzetten met een van de benen. Meestal maakt de opstoot deel uit van een combinatie van stoten, bijvoorbeeld voorafgegaan door een of meer directes om ruimte te maken in de dekking van de tegenstander, of juist gevolgd door een directe, als de opstoot voor verstoren van de dekking heeft gezorgd.